# 猪瀬元吉
猪瀬 元吉（いのせ もときち、1852年5月 - 1921年5月）は、日本の柔術家である。

## 経歴
1852年5月に常陸国真壁郡明野村（現・茨城県筑西市）の中農の家に生まれた。藤原秀郷の支脈に連なる家柄で明治4年（1871年）4月に公布された戸籍法までは藤原を本姓としていた。
猪瀬元吉は、松岡克之助が施療地の隣地に神道館を開設した1870年9月に神道楊心流に入門した。入門三年目の1873年に神道楊心流柔術の切紙免状を受け、翌年3月には目録免状を受けた。しかし、直心影流剣術の方は得意ではなかった。
入門9年目の1878年5月に神道楊心流の免許皆伝を許された。猪瀬は、亡くなる少し前の松岡克之助に枕元に呼びだされ神道楊心流の全伝を孫の松岡龍雄に伝授し三代目を継がせるようにとの命令を受けた。
1900年2月から神道楊心流二代目となった。1900年4月に松岡龍雄が入門し、猪瀬は松岡の後見人として始終厳しい稽古をもってのぞんだ。
1902年1月に猪瀬元吉は松岡克之助の意思通り、松岡龍雄を三代目に任命した。しかし松岡龍雄はまだ10歳であり、事実上の道場主、師範は猪瀬元吉であった。
猪瀬元吉は50代に入ってからも20代の屈強な若本たちを片手で投げ飛ばすほどの力を持ち、道場破りが現れると自らが相手となり一度も負けたことはなかったことから、筑波の怪物と評されていた。
主な弟子に三代目を継いだ松岡龍雄、中山辰三郎（和道流開祖大塚博紀の師）などがいる。